# San Quirico (Pescia)
San Quirico ist eine Fraktion der italienischen Gemeinde Pescia in der Provinz Pistoia, Toskana.

## Beschreibung
San Quirico ist einer der Orte, die Die Zehn Burgen genannt werden. Die Gegend, in der das Dorf liegt, die Valleriana, wird auch als Pescianische Schweiz bezeichnet.
San Quirico ist ein abgelegener Ort und befindet sich auf einer Höhe von 534 Metern. Die Fraktion liegt etwa 9,4 Kilometer nördlich vom Gemeindesitz in Pescia. Es besteht eine Bushaltestelle in dem Ort.

## Geschichtliches
Die erste Erwähnung fand San Quirico im 10. Jahrhundert. Im Mittelalter fanden lange, erbitterte Schlachten mit sich in der Umgebung befindlichen Burgen statt, vor allem mit Castelvecchio, welches damals zu Florenz gehörte. Am Ende des 14ten Jahrhunderts verblieben nur wenige Einwohner im Ort, weshalb die Republik Lucca Neuankömmlingen 10 Jahre Steuerfreiheit anbot.

## Bauten & Sehenswürdigkeiten
- Kirche des Heiligen Quiric

## Wirtschaft
Es bestehen 2 Gaststätten und eine Herberge in dem Ort. 